# Estatua de John Aaron Rawlins
La estatua de John Aaron Rawlins es un monumento ubicado en el vecindario Foggy Bottom de Washington D. C. Está dedicado a John Aaron Rawlins, un general del ejército de los Estados Unidos que sirvió durante la Guerra de Secesión y más tarde como Secretario de Guerra. Es un punto focal de Rawlins Park, un pequeño parque público. Se instaló en 1874, pero se trasladó varias veces entre 1880 y 1931. La estatua fue esculpida por el artista franco-estadounidense Joseph A. Bailly, cuya obra más conocida es la estatua de George Washington frente al Independence Hall en Filadelfia.
La escultura de bronce, que descansa sobre una base de granito, es uno de los dieciocho monumentos de la Guerra Civil en Washington D. C. que se incluyeron colectivamente en el Registro Nacional de Lugares Históricos en 1978. El monumento y el parque son propiedad y están mantenidos por el Servicio de Parques Nacionales, una agencia federal del Departamento del Interior. Los historiadores consideran que la estatua es una de las mejores estatuas de retratos en Washington D. C..

## Historia

### Contexto
John Aaron Rawlins (1831–1869) fue un abogado nativo de Illinois que organizó la 45ª Infantería de Illinois para el Ejército de la Unión durante la Guerra de Secesión (o Guerra Civil). Se desempeñó como confidente y asesor más cercano del general Ulysses S. Grant durante la guerra y se desempeñó como secretario de Guerra de Grant después de que Grant fuera elegido presidente de los Estados Unidos. Rawlins murió de tuberculosis cinco meses después de su mandato como secretario. Durante su breve período en el cargo, Rawlins habló apasionadamente sobre la difícil situación de los esclavos recientemente liberados y trató de proteger a los nativos de los oficiales militares que eran crueles con ellos. También trató de proteger a Grant de los hombres que "lo alejarían de lo recto y verdadero". Uno de los colegas de Rawlins dijo que "tenía palabras de reproche contundentes e iracundas para aquellos que ponían en el camino de Grant tentaciones que él sabía que eran peligrosas".

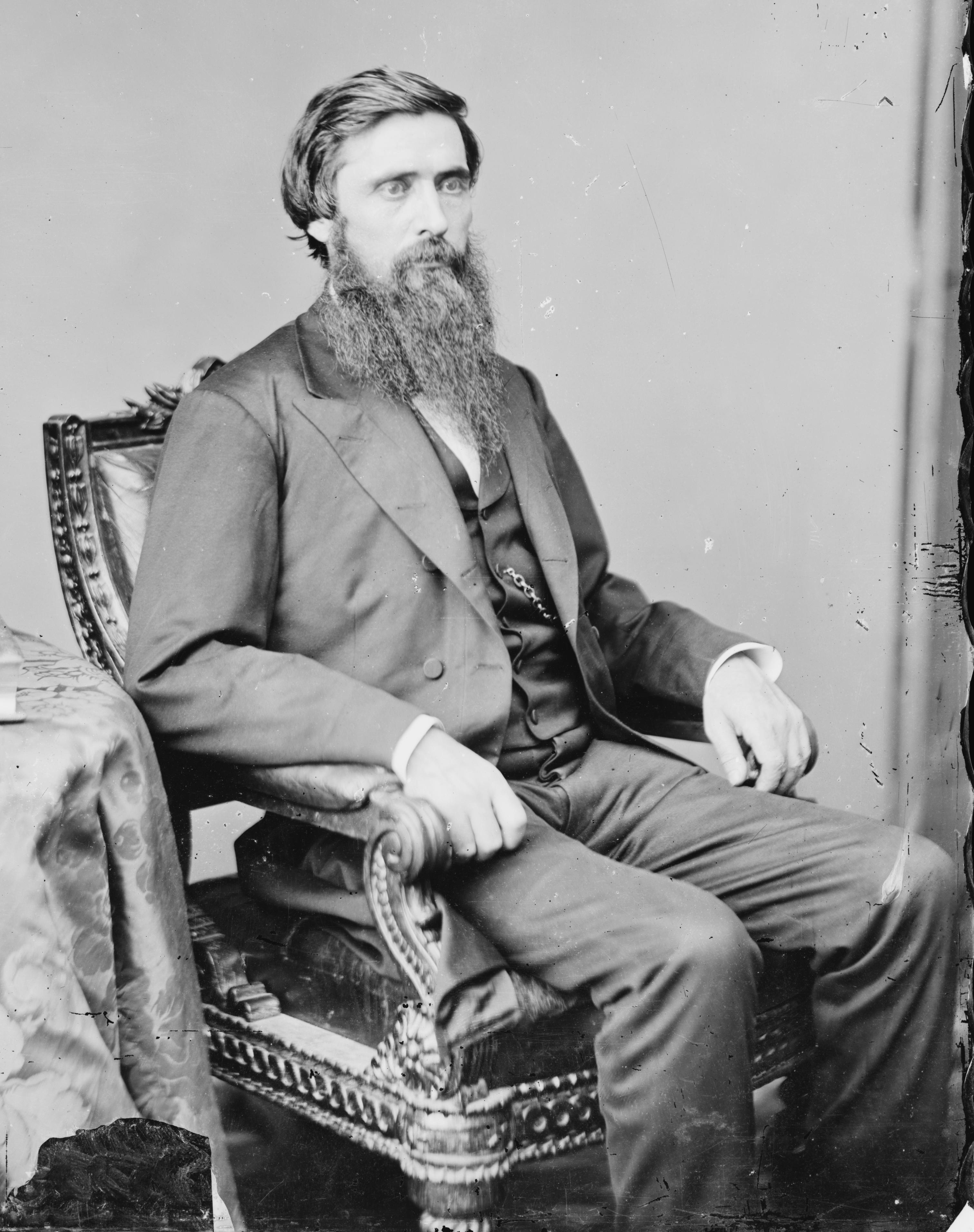
John Aarón Rawlins

Poco después de la muerte de Rawlins en 1869, se estaban realizando esfuerzos para erigir una estatua en su honor. El interés en el proyecto disminuyó hasta 1872 cuando Grant escribió una carta al Congreso para abordar el retraso. El 10 de junio de 1872, se aprobó un proyecto de ley del Congreso patrocinado por el senador de Illinois John A. Logan, que había servido bajo el mando de Grant y admirado a Rawlins, con 10 000 dólares asignados para la construcción de la estatua. La legislación incluía instrucciones para que se creara un comité que solicitaría modelos y seleccionaría a un artista. El comité estaba formado por el general Orville E. Babcock, el arquitecto del Capitolio Edward Clark y el bibliotecario del Congreso Ainsworth Rand Spofford. Los escultores que presentaron diseños incluyeron a Theophilus Fisk Mills, hijo de Clark Mills, y Lot Flannery, escultor de la estatua de Abraham Lincoln de 1868. El artista elegido fue Joseph A. Bailly (1825–1883), un escultor estadounidense nacido en Francia cuya obra más conocida es la estatua de 1869 de George Washington en Filadelfia. Las otras obras de Bailly en Washington D. C. incluyen esculturas de Benjamin Hallowell y Alexander "Boss" Shepherd. La estatua fue fundada por Robert Wood & Company. El bronce utilizado para la estatua fue fundido con cañones confederados capturados durante la Guerra Civil.
El costo total de la estatua y su instalación fue de 13 000 dólares. El sitio originalmente planeado para la estatua era Franklin Square, aunque el sitio donde se instaló era Rawlins Park, un pequeño parque en lo que entonces era un área remota y descuidada. No hubo una ceremonia formal de dedicación cuando se instaló en noviembre de 1874. Al año siguiente, la estatua se colocó sobre una base de granito construida por Westham Granite Company de Richmond.

### Historia posterior

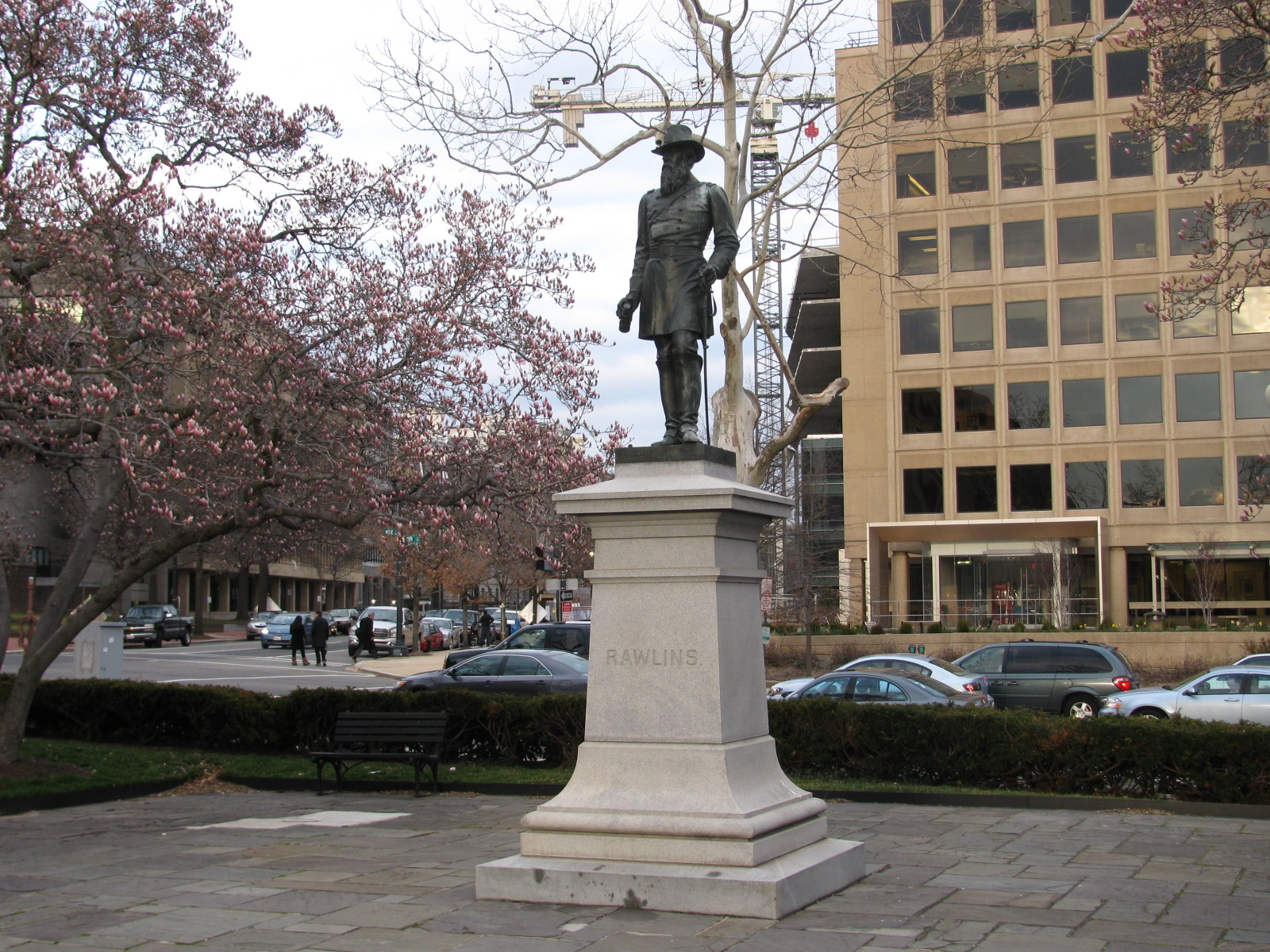
La escultura en 2013

En 1880, miembros del Gran Ejército de la República visitaron la estatua y quedaron consternados por el parque y sus alrededores. Solicitaron que la estatua se trasladara a un lugar más destacado, las calles 10 y D NW, donde permaneció hasta que se construyó una planta de periódicos en ese sitio. Luego se trasladó al lado norte de la Avenida Pensilvania entre las calles 7 y 9 NW, pero se construyó un baño público en el sitio en 1886 y la estatua se trasladó al otro lado de la calle. En 1931, comenzó la construcción del National Archives Building y la estatua se trasladó por última vez a su ubicación original, Rawlins Park. Rawlins Park se mejoró mucho con la adición de pasarelas y un espejo de agua en 1938. En 1963, el representante de Wyoming, William H. Harrison, intentó sin éxito trasladar la estatua a Rawlins, una ciudad que lleva el nombre del general.
La estatua es uno de los dieciocho monumentos de la Guerra Civil en Washington D. C. que se incluyeron colectivamente en el Registro Nacional de Lugares Históricos el 20 de septiembre de 1978 y en el Inventario de Sitios Históricos del Distrito de Columbia el 3 de marzo de 1979. Es uno de los pocos monumentos de la Guerra Civil que no es una escultura ecuestre. Los otros son la Fuente del Círculo Dupont, el Monumento al Gran Ejército de la República de Stephenson, las Monjas del Campo de Batalla, el Monumento a la Paz y las estatuas del Almirante David G. Farragut y el general de Brigada de los Estados Confederados de América Albert Pike. (La estatua de Pike fue derribada por manifestantes el 19 de junio de 2020). La estatua y el parque circundante son propiedad y están mantenidos por el Servicio de Parques Nacionales, una agencia federal del Departamento del Interior. El historiador James M. Goode, autor de Escultura al aire libre de Washington D. C., la considera una de las mejores estatuas de retratos en Washington D. C., y cree que la estatua tiene "cierta elegancia y espíritu".

## Diseño y ubicación

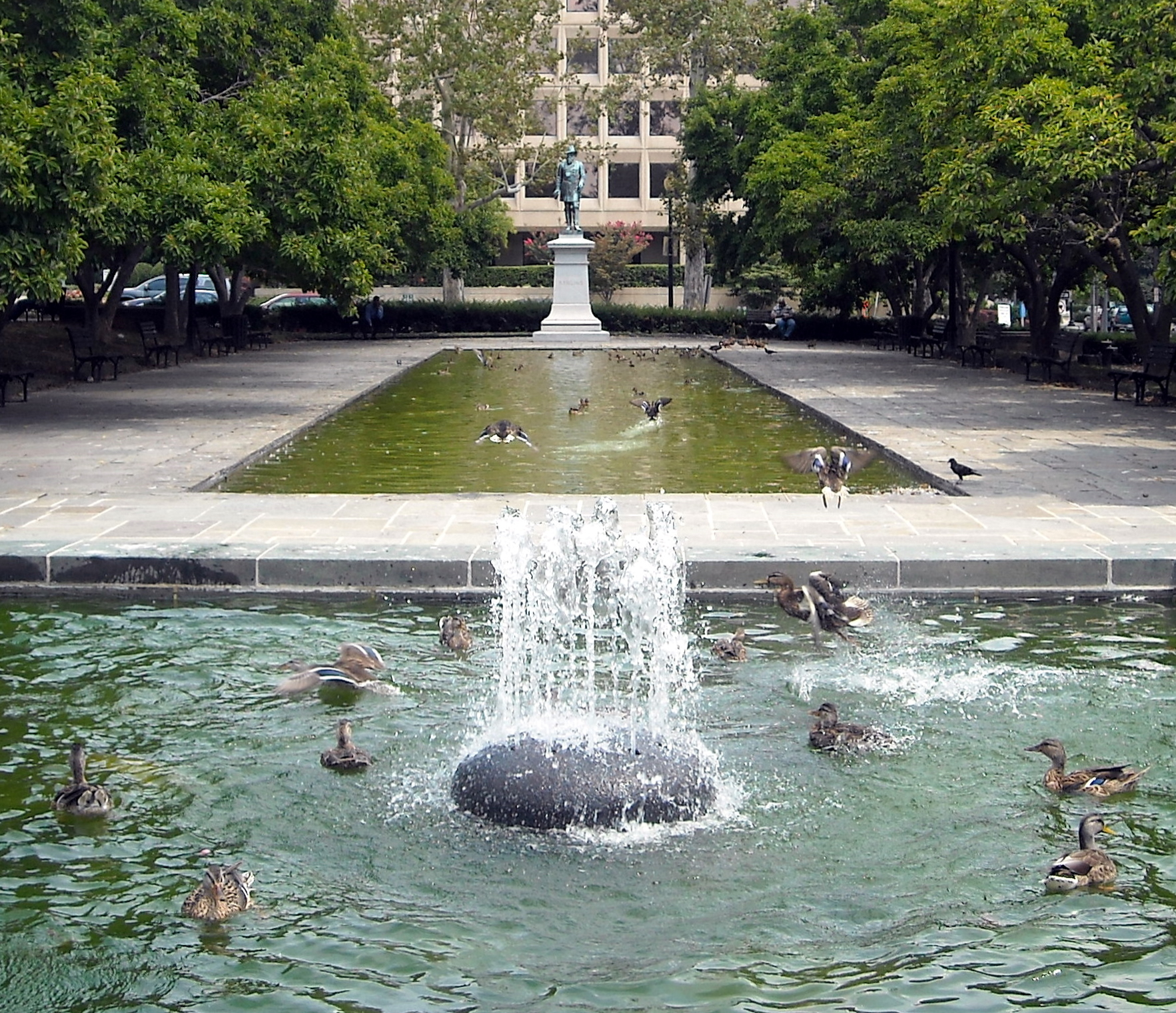
La estatua en Rawlins Park, 2008

La estatua está ubicada en el extremo este de Rawlins Park, un pequeño parque público ubicado entre 18th Street, 19th Street, E Street y New York Avenue NW en el vecindario Foggy Bottom de Washington D. C. El edificio interior principal se encuentra al sur de la parque, United States General Services Administration Building está en el lado norte del parque, y The Octagon House está en la esquina noreste del parque.
La estatua de bronce mide 2,4 m de altura y la base de granito gris claro estilo pedestal mide 3,7 m alto y 1,2 m ancho. La estatua representa a Rawlins de pie mientras viste su uniforme militar de la Guerra Civil: un sombrero, una chaqueta larga con cinturón, botas altas y guantes. Su pierna izquierda está ligeramente hacia adelante y su mano derecha sostiene un par de anteojos a su lado. Su mano izquierda sostiene el mango de la espada que descansa a su lado. Rawlins está representado con barba y bigote. La inscripción "RAWLINS" está en el frente de la base. Las inscripciones "R. WOOD & CO / BRONZE FOUNDERS / PHILA" y "A. BAILLY, sculpt / 1873" están en la escultura.